# Eristalinus nigrifrontis
Eristalinus nigrifrontis är en tvåvingeart som först beskrevs av Gaspard Auguste Brullé 1833.  Eristalinus nigrifrontis ingår i släktet slamflugor, och familjen blomflugor.
Artens utbredningsområde är Grekland. Inga underarter finns listade i Catalogue of Life.